# Röderau-Bobersen
Röderau-Bobersen è una frazione del comune tedesco di Zeithain.

## Amministrazione
La frazione di Röderau-Bobersen viene amministrata da un consiglio di frazione (Ortschaftsrat) di 6 membri e da un presidente di frazione (Ortsvorsteher).